# Peter Charles
Peter Charles (Bootle, 18 januari 1960) is een Brits/Iers ruiter, die gespecialiseerd is in springen. Charles nam tweemaal deel aan de Olympische Zomerspelen voor Ierland en zijn beste resultaat was de negende plaats in de landenwedstrijd in Atlanta. Charles nam in 2012 deel namens zijn geboorteland het Verenigd Koninkrijk deel aan de spelen van Londen en behaalde hier met de ploeg de gouden medaille in de landenwedstrijd.
Na de spelen van Londen verkocht hij zijn paard Vindicat W aan de Amerikaanse zanger Bruce Springsteen voor diens dochter Jessica.
Zijn zoon Harry won in 2024 goud met de Britse landenploeg bij de spelen van Parijs.

## Resultaten
- Olympische Zomerspelen 1992 in Barcelona uitgevallen individueel springen met Kruger
- Olympische Zomerspelen 1992 in Barcelona 14e landenwedstrijd springen met Kruger
- Wereldruiterspelen 1994 in Den Haag 51e individueel springen met Impulse
- Wereldruiterspelen 1994 in Den Haag 9e landenwedstrijd springen met Impulse
- Olympische Zomerspelen 1996 in Atlanta 11e individueel springen met Beneton
- Olympische Zomerspelen 1996 in Atlanta 8e landenwedstrijd springen met Beneton
- Wereldruiterspelen 1998 in Rome 16e individueel springen met T’Aime
- Wereldruiterspelen 1998 in Rome 8e landenwedstrijd springen met T’Aime
- Wereldruiterspelen 2002 in Jerez de la Frontera 10e individueel springen met Corrada 3
- Wereldruiterspelen 2002 in Jerez de la Frontera 7e landenwedstrijd springen met Corrada 3
- Olympische Zomerspelen 2012 in Londen 65e individueel springen met Vindicat W
- Olympische Zomerspelen 2012 in Londen  landenwedstrijd springen met Vindicat W

1912: Lewenhaupt, Kilman, von Rosen ·
1920: König, von Rosen, Norling ·
1924: Thelning, Ståhle, Lundström ·
1928: Navarro, Álvarez, García ·
1936: Hasse, von Barnekow, Brandt ·
1948: Mariles, Uriza, Valdés ·
1952: White, Stewart, Llewellyn ·
1956: Winkler, Thiedemann, Lütke-Westhues ·
1960: Winkler, Thiedemann, Schockemöhle ·
1964: Schridde, Jarasinski, Winkler ·
1968: Day, Gayford, Elder ·
1972: Ligges, Wiltfang, Steenken, Winkler ·
1976: Parot, Rozier, Roguet, Roche ·
1980: Tsjoekanov, Poganovsky, Asmaje, Korolkov ·
1984: Fargis, Homfeld, Burr Howard, Smith ·
1988: Beerbaum, Brinkmann, Hafemeister, Sloothaak ·
1992: Raijmakers, Romp, Tops, Lansink ·
1996: Sloothaak, Nieberg, Kirchhoff, Beerbaum ·
2000: Beerbaum, Nieberg, Ehning, Becker ·
2004: Wylde, Ward, Madden, Kappler ·
2008: Ward, Kraut, Simpson, Madden ·
2012: Skelton, Maher, Brash, Charles ·
2016: Rozier, Staut, Bost, Leprévost ·
2020: von Eckermann, Baryard-Johnsson, Fredricson ·
2024: Maher, Charles, Brash